# Uefa Champions League 2012/2013
Uefa Champions League 2012/2013 var den 58:e säsongen av Uefa Champions League, Europas största fotbollsturnering, och den 21:a säsongen sedan den bytte namn från "Europacupen". Finalen spelades på Wembley Stadium i London mellan de båda tyska lagen Bayern München och Borussia Dortmund där matchen slutade 2–1 till Bayern München.

## Kvalomgångar

### Första kvalomgången
| Första kvalomgången – 6 deltagande klubblag | Första kvalomgången – 6 deltagande klubblag | Första kvalomgången – 6 deltagande klubblag | Första kvalomgången – 6 deltagande klubblag | Första kvalomgången – 6 deltagande klubblag |
| ------------------------------------------- | ------------------------------------------- | ------------------------------------------- | ------------------------------------------- | ------------------------------------------- |
| Lag 1                                       | Totalt                                      | Lag 2                                       | Möte 1                                      | Möte 2                                      |
| F91 Dudelange                               | 11–00                                       | Tre Penne                                   | 7–0                                         | 4–0                                         |
| Valletta                                    | 9–0                                         | Lusitanos                                   | 8–0                                         | 1–0                                         |
| Linfield                                    | 0–0 (4–3 str.)                              | B36                                         | 0–0                                         | 0–0 (e.f.)                                  |

### Andra kvalomgången
| Andra kvalomgången – 34 deltagande klubblag | Andra kvalomgången – 34 deltagande klubblag | Andra kvalomgången – 34 deltagande klubblag | Andra kvalomgången – 34 deltagande klubblag | Andra kvalomgången – 34 deltagande klubblag |
| ------------------------------------------- | ------------------------------------------- | ------------------------------------------- | ------------------------------------------- | ------------------------------------------- |
| Lag 1                                       | Totalt                                      | Lag 2                                       | Möte 1                                      | Möte 2                                      |
| Skënderbeu Korçë                            | 1–3                                         | Debrecen                                    | 1–0                                         | 0–3                                         |
| Maribor                                     | 6–2                                         | Željezničar                                 | 4–1                                         | 2–1                                         |
| Žilina                                      | 1–2                                         | Ironi Kiryat Shmona                         | 1–0                                         | 0–2                                         |
| BATE Borisov                                | 3–2                                         | Vardar                                      | 3–2                                         | 0–0                                         |
| AEL Limassol                                | 3–0                                         | Linfield                                    | 3–0                                         | 0–0                                         |
| Shamrock Rovers                             | 1–2                                         | Ekranas                                     | 0–0                                         | 1–2                                         |
| Flora Tallinn                               | 0–5                                         | Basel                                       | 0–2                                         | 0–3                                         |
| The New Saints                              | 0–3                                         | Helsingborgs IF                             | 0–0                                         | 0–3                                         |
| HJK Helsingfors                             | 9–1                                         | KR                                          | 7–0                                         | 2–1                                         |
| Molde FK                                    | 4–1                                         | Ventspils                                   | 3–0                                         | 1–1                                         |
| F91 Dudelange                               | 00004–4 (BM)                                | Red Bull Salzburg                           | 1–0                                         | 3–4                                         |
| Slovan Liberec                              | 2–1                                         | Shakhter Karagandy                          | 1–0                                         | 1–1 (e.f.)                                  |
| Ludogorets Razgrad                          | 3–4                                         | Dinamo Zagreb                               | 1–1                                         | 2–3                                         |
| Nefttji Baku                                | 4–2                                         | Zestaponi                                   | 2–0                                         | 2–2                                         |
| Ulisses                                     | 0–2                                         | Sheriff Tiraspol                            | 0–1                                         | 0–1                                         |
| Valletta                                    | 2–7                                         | Partizan Belgrad                            | 1–4                                         | 1–3                                         |
| Budućnost Podgorica                         | 1–2                                         | Śląsk Wrocław                               | 0–2                                         | 1–0                                         |

### Tredje kvalomgången
| Tredje kvalomgången – Mästare – 20 deltagande klubblag | Tredje kvalomgången – Mästare – 20 deltagande klubblag | Tredje kvalomgången – Mästare – 20 deltagande klubblag | Tredje kvalomgången – Mästare – 20 deltagande klubblag | Tredje kvalomgången – Mästare – 20 deltagande klubblag |
| ------------------------------------------------------ | ------------------------------------------------------ | ------------------------------------------------------ | ------------------------------------------------------ | ------------------------------------------------------ |
| Lag 1                                                  | Totalt                                                 | Lag 2                                                  | Möte 1                                                 | Möte 2                                                 |
| Maribor                                                | 5–1                                                    | F91 Dudelange                                          | 4–1                                                    | 1–0                                                    |
| BATE Borisov                                           | 3–1                                                    | Debrecen                                               | 1–1                                                    | 2–0                                                    |
| Cluj                                                   | 3–1                                                    | Slovan Liberec                                         | 1–0                                                    | 2–1                                                    |
| Anderlecht                                             | 11–00                                                  | Ekranas                                                | 5–0                                                    | 6–0                                                    |
| Śląsk Wrocław                                          | 1–6                                                    | Helsingborgs IF                                        | 0–3                                                    | 1–3                                                    |
| Sheriff Tiraspol                                       | 0–5                                                    | Dinamo Zagreb                                          | 0–1                                                    | 0–4                                                    |
| Celtic                                                 | 4–1                                                    | HJK Helsingfors                                        | 2–1                                                    | 2–0                                                    |
| Molde FK                                               | 1–2                                                    | Basel                                                  | 0–1                                                    | 1–1                                                    |
| Ironi Kiryat Shmona                                    | 6–2                                                    | Nefttji Baku                                           | 4–0                                                    | 2–2                                                    |
| AEL Limassol                                           | 2–0                                                    | Partizan Belgrad                                       | 1–0                                                    | 1–0                                                    |

| Tredje kvalomgången – Bäst placerade – 10 deltagande klubblag | Tredje kvalomgången – Bäst placerade – 10 deltagande klubblag | Tredje kvalomgången – Bäst placerade – 10 deltagande klubblag | Tredje kvalomgången – Bäst placerade – 10 deltagande klubblag | Tredje kvalomgången – Bäst placerade – 10 deltagande klubblag |
| ------------------------------------------------------------- | ------------------------------------------------------------- | ------------------------------------------------------------- | ------------------------------------------------------------- | ------------------------------------------------------------- |
| Lag 1                                                         | Totalt                                                        | Lag 2                                                         | Möte 1                                                        | Möte 2                                                        |
| Fenerbahçe                                                    | 5–2                                                           | Vaslui                                                        | 1–1                                                           | 4–1                                                           |
| Motherwell                                                    | 0–5                                                           | Panathinaikos                                                 | 0–2                                                           | 0–3                                                           |
| FC Köpenhamn                                                  | 3–2                                                           | Club Brugge                                                   | 0–0                                                           | 3–2                                                           |
| Dynamo Kiev                                                   | 3–1                                                           | Feyenoord                                                     | 2–1                                                           | 1–0                                                           |

## Playoff-omgången
| Playoff-omgången – Mästare – 10 deltagande klubblag | Playoff-omgången – Mästare – 10 deltagande klubblag | Playoff-omgången – Mästare – 10 deltagande klubblag | Playoff-omgången – Mästare – 10 deltagande klubblag | Playoff-omgången – Mästare – 10 deltagande klubblag |
| --------------------------------------------------- | --------------------------------------------------- | --------------------------------------------------- | --------------------------------------------------- | --------------------------------------------------- |
| Lag 1                                               | Totalt                                              | Lag 2                                               | Möte 1                                              | Möte 2                                              |
| Basel                                               | 1–3                                                 | Cluj                                                | 1–2                                                 | 0–1                                                 |
| Helsingborgs IF                                     | 0–4                                                 | Celtic                                              | 0–2                                                 | 0–2                                                 |
| BATE Borisov                                        | 3–1                                                 | Ironi Kiryat Shmona                                 | 2–0                                                 | 1–1                                                 |
| AEL Limassol                                        | 2–3                                                 | Anderlecht                                          | 2–1                                                 | 0–2                                                 |
| Dinamo Zagreb                                       | 3–1                                                 | Maribor                                             | 2–1                                                 | 1–0                                                 |

| Playoff-omgången – Bäst placerade – 10 deltagande klubblag | Playoff-omgången – Bäst placerade – 10 deltagande klubblag | Playoff-omgången – Bäst placerade – 10 deltagande klubblag | Playoff-omgången – Bäst placerade – 10 deltagande klubblag | Playoff-omgången – Bäst placerade – 10 deltagande klubblag |
| ---------------------------------------------------------- | ---------------------------------------------------------- | ---------------------------------------------------------- | ---------------------------------------------------------- | ---------------------------------------------------------- |
| Lag 1                                                      | Totalt                                                     | Lag 2                                                      | Möte 1                                                     | Möte 2                                                     |
| Braga                                                      | 2–2 (6–5 str.)                                             | Udinese                                                    | 1–1                                                        | 1–1                                                        |
| Spartak Moskva                                             | 3–2                                                        | Fenerbahçe                                                 | 2–1                                                        | 1–1                                                        |
| Málaga                                                     | 2–0                                                        | Panathinaikos                                              | 2–0                                                        | 0–0                                                        |
| Borussia Mönchengladbach                                   | 3–4                                                        | Dynamo Kiev                                                | 1–3                                                        | 2–1                                                        |
| FC Köpenhamn                                               | 1–2                                                        | Lille                                                      | 1–0                                                        | 0–2 (e.f.)                                                 |

## Gruppspel
Lottningen ägde rum i Monaco den 30 augusti 2012. 32 lag lottades i åtta grupper, fyra i vardera.
Debuterande lag i Champions Leagues gruppspel är Montpellier, Málaga och FC Nordsjælland. 

### Grupp A
| Nr | Lag           | S | V | O | F | GM | IM | MS  | P  |
| -- | ------------- | - | - | - | - | -- | -- | --- | -- |
| 1  | Paris SG      | 6 | 5 | 0 | 1 | 15 | 3  | +12 | 15 |
| 2  | Porto         | 6 | 4 | 1 | 1 | 10 | 4  | +6  | 13 |
| 3  | Dynamo Kiev   | 6 | 1 | 2 | 3 | 6  | 10 | −4  | 5  |
| 4  | Dinamo Zagreb | 6 | 0 | 1 | 5 | 1  | 14 | −13 | 1  |

| Hemma \ Borta | Kroatien | Ukraina | Frankrike | Portugal |
| Dinamo Zagreb | —        | 1–1     | 0–2       | 0–2      |
| Dynamo Kiev   | 2–0      | —       | 0–2       | 0–0      |
| Paris SG      | 4–0      | 4–1     | —         | 2–1      |
| Porto         | 3–0      | 3–2     | 1–0       | —        |

### Grupp B
| Nr | Lag         | S | V | O | F | GM | IM | MS | P  |
| -- | ----------- | - | - | - | - | -- | -- | -- | -- |
| 1  | Schalke 04  | 6 | 3 | 3 | 0 | 10 | 6  | +4 | 12 |
| 2  | Arsenal     | 6 | 3 | 1 | 2 | 10 | 8  | +2 | 10 |
| 3  | Olympiakos  | 6 | 3 | 0 | 3 | 9  | 9  | 0  | 9  |
| 4  | Montpellier | 6 | 0 | 2 | 4 | 6  | 12 | −6 | 2  |

| Hemma \ Borta | England | Frankrike | Grekland | Tyskland |
| Arsenal       | —       | 2–0       | 3–1      | 0–2      |
| Montpellier   | 1–2     | —         | 1–2      | 1–1      |
| Olympiakos    | 2–1     | 3–1       | —        | 1–2      |
| Schalke 04    | 2–2     | 2–2       | 1–0      | —        |

### Grupp C
| Nr | Lag                    | S | V | O | F | GM | IM | MS | P  |
| -- | ---------------------- | - | - | - | - | -- | -- | -- | -- |
| 1  | Málaga                 | 6 | 3 | 3 | 0 | 12 | 5  | +7 | 12 |
| 2  | AC Milan               | 6 | 2 | 2 | 2 | 7  | 6  | +1 | 8  |
| 3  | Zenit Sankt Petersburg | 6 | 2 | 1 | 3 | 6  | 9  | −3 | 7  |
| 4  | Anderlecht             | 6 | 1 | 2 | 3 | 4  | 9  | −5 | 5  |

| Hemma \ Borta          | Italien | Belgien | Spanien | Ryssland |
| AC Milan               | —       | 0–0     | 1–1     | 0–1      |
| Anderlecht             | 1–3     | —       | 0–3     | 1–0      |
| Málaga                 | 1–0     | 2–2     | —       | 3–0      |
| Zenit Sankt Petersburg | 2–3     | 1–0     | 2–2     | —        |

### Grupp D
| Nr | Lag               | S | V | O | F | GM | IM | MS | P  |
| -- | ----------------- | - | - | - | - | -- | -- | -- | -- |
| 1  | Borussia Dortmund | 6 | 4 | 2 | 0 | 11 | 5  | +6 | 14 |
| 2  | Real Madrid       | 6 | 3 | 2 | 1 | 15 | 9  | +6 | 11 |
| 3  | Ajax              | 6 | 1 | 1 | 4 | 8  | 16 | −8 | 4  |
| 4  | Manchester City   | 6 | 0 | 3 | 3 | 7  | 11 | −4 | 3  |

| Hemma \ Borta     | Nederländerna | Tyskland | England | Spanien |
| Ajax              | —             | 1–4      | 3–1     | 1–4     |
| Borussia Dortmund | 1–0           | —        | 1–0     | 2–1     |
| Manchester City   | 2–2           | 1–1      | —       | 1–1     |
| Real Madrid       | 4–1           | 2–2      | 3–2     | —       |

### Grupp E
| Nr | Lag              | S | V | O | F | GM | IM | MS  | P  |
| -- | ---------------- | - | - | - | - | -- | -- | --- | -- |
| 1  | Juventus         | 6 | 3 | 3 | 0 | 12 | 4  | +8  | 12 |
| 2  | Sjachtar Donetsk | 6 | 3 | 1 | 2 | 12 | 8  | +4  | 10 |
| 3  | Chelsea          | 6 | 3 | 1 | 2 | 16 | 10 | +6  | 10 |
| 4  | FC Nordsjælland  | 6 | 0 | 1 | 5 | 4  | 22 | −18 | 1  |

| Hemma \ Borta    | England | Danmark | Italien | Ukraina |
| Chelsea          | —       | 6–1     | 2–2     | 3–2     |
| FC Nordsjælland  | 0–4     | —       | 1–1     | 2–5     |
| Juventus         | 3–0     | 4–0     | —       | 1–1     |
| Sjachtar Donetsk | 2–1     | 2–0     | 0–1     | —       |

### Grupp F
| Nr | Lag            | S | V | O | F | GM | IM | MS | P  |
| -- | -------------- | - | - | - | - | -- | -- | -- | -- |
| 1  | Bayern München | 6 | 4 | 1 | 1 | 15 | 7  | +8 | 13 |
| 2  | Valencia       | 6 | 4 | 1 | 1 | 12 | 5  | +7 | 13 |
| 3  | BATE Borisov   | 6 | 2 | 0 | 4 | 9  | 15 | −6 | 6  |
| 4  | Lille          | 6 | 1 | 0 | 5 | 4  | 13 | −9 | 3  |

| Hemma \ Borta  | Belarus | Tyskland | Frankrike | Spanien |
| BATE Borisov   | —       | 3–1      | 0–2       | 0–3     |
| Bayern München | 4–1     | —        | 6–1       | 2–1     |
| Lille          | 1–3     | 0–1      | —         | 0–1     |
| Valencia       | 4–2     | 1–1      | 2–0       | —       |

### Grupp G
| Nr | Lag            | S | V | O | F | GM | IM | MS | P  |
| -- | -------------- | - | - | - | - | -- | -- | -- | -- |
| 1  | Barcelona      | 6 | 4 | 1 | 1 | 11 | 5  | +6 | 13 |
| 2  | Celtic         | 6 | 3 | 1 | 2 | 9  | 8  | +1 | 10 |
| 3  | Benfica        | 6 | 2 | 2 | 2 | 5  | 5  | 0  | 8  |
| 4  | Spartak Moskva | 6 | 1 | 0 | 5 | 7  | 14 | −7 | 3  |

| Hemma \ Borta  | Spanien | Portugal | Skottland | Ryssland |
| Barcelona      | —       | 0–0      | 2–1       | 3–2      |
| Benfica        | 0–2     | —        | 2–1       | 2–0      |
| Celtic         | 2–1     | 0–0      | —         | 2–1      |
| Spartak Moskva | 0–3     | 2–1      | 2–3       | —        |

### Grupp H
| Nr | Lag               | S | V | O | F | GM | IM | MS | P  |
| -- | ----------------- | - | - | - | - | -- | -- | -- | -- |
| 1  | Manchester United | 6 | 4 | 0 | 2 | 9  | 6  | +3 | 12 |
| 2  | Galatasaray       | 6 | 3 | 1 | 2 | 7  | 6  | +1 | 10 |
| 3  | Cluj              | 6 | 3 | 1 | 2 | 9  | 7  | +2 | 10 |
| 4  | Braga             | 6 | 1 | 0 | 5 | 7  | 13 | −6 | 3  |

| Hemma \ Borta     | Portugal | Rumänien | Turkiet | England |
| Braga             | —        | 0–2      | 1–2     | 1–3     |
| Cluj              | 3–1      | —        | 1–3     | 1–2     |
| Galatasaray       | 0–2      | 1–1      | —       | 1–0     |
| Manchester United | 3–2      | 0–1      | 1–0     | —       |

## Slutspel
Lottningen ägde rum den 20 december 2012 i Nyon (Schweiz).
I slutspelet spelar lagen två matcher mot varandra i alla matcher förutom finalen, där det endast är en match.

### Slutspelsträd
| 0 | Åttondelsfinaler      | Åttondelsfinaler    | Åttondelsfinaler | Åttondelsfinaler |   |                       | Kvartsfinaler | Kvartsfinaler | Kvartsfinaler | Kvartsfinaler |  |                     | Semifinaler | Semifinaler | Semifinaler | Semifinaler |                     |   | Final ( ) | Final ( ) |
| 0 |                       |                     |                  |                  |   |                       |               |               |               |               |  |                     |             |             |             |             |                     |   |           |           |
|   | 0 Porto               | 1                   | 0                | 1                |   |                       |               |               |               |               |  |                     |             |             |             |             |                     |   |           |           |
|   | 0 Málaga              | 0                   | 2                | 2                |   |                       |               |               |               |               |  |                     |             |             |             |             |                     |   |           |           |
|   | 0 Málaga              | 0                   | 2                | 2                |   | 0 Málaga              | 0             | 2             | 2             |               |  |                     |             |             |             |             |                     |   |           |           |
|   |                       |                     |                  |                  |   | 0 Málaga              | 0             | 2             | 2             |               |  |                     |             |             |             |             |                     |   |           |           |
|   |                       | 0 Borussia Dortmund | 0                | 3                | 3 |                       |               |               |               |               |  |                     |             |             |             |             |                     |   |           |           |
|   | 0 Sjachtar Donetsk    | 0 Borussia Dortmund | 0                | 3                | 3 | 2                     | 0             | 2             |               |               |  |                     |             |             |             |             |                     |   |           |           |
|   | 0 Sjachtar Donetsk    |                     |                  |                  |   | 2                     | 0             | 2             |               |               |  |                     |             |             |             |             |                     |   |           |           |
|   | 0 Borussia Dortmund   | 2                   | 3                | 5                |   |                       |               |               |               |               |  |                     |             |             |             |             |                     |   |           |           |
|   | 0 Borussia Dortmund   | 2                   | 3                | 5                |   |                       |               |               |               |               |  | 0 Borussia Dortmund | 4           | 0           | 4           |             |                     |   |           |           |
|   |                       |                     |                  |                  |   |                       |               |               |               |               |  | 0 Borussia Dortmund | 4           | 0           | 4           |             |                     |   |           |           |
|   |                       | 0 Real Madrid       | 1                | 2                | 3 |                       |               |               |               |               |  |                     |             |             |             |             |                     |   |           |           |
|   | 0 Real Madrid         | 0 Real Madrid       | 1                | 2                | 3 | 1                     | 2             | 3             |               |               |  |                     |             |             |             |             |                     |   |           |           |
|   | 0 Real Madrid         |                     |                  |                  |   | 1                     | 2             | 3             |               |               |  |                     |             |             |             |             |                     |   |           |           |
|   | 0 Manchester United   | 1                   | 1                | 2                |   |                       |               |               |               |               |  |                     |             |             |             |             |                     |   |           |           |
|   | 0 Manchester United   | 1                   | 1                | 2                |   | 0 Real Madrid         | 3             | 2             | 5             |               |  |                     |             |             |             |             |                     |   |           |           |
|   |                       |                     |                  |                  |   | 0 Real Madrid         | 3             | 2             | 5             |               |  |                     |             |             |             |             |                     |   |           |           |
|   |                       | 0 Galatasaray       | 0                | 3                | 3 |                       |               |               |               |               |  |                     |             |             |             |             |                     |   |           |           |
|   | 0 Galatasaray         | 0 Galatasaray       | 0                | 3                | 3 | 1                     | 3             | 4             |               |               |  |                     |             |             |             |             |                     |   |           |           |
|   | 0 Galatasaray         |                     |                  |                  |   | 1                     | 3             | 4             |               |               |  |                     |             |             |             |             |                     |   |           |           |
|   | 0 Schalke 04          | 1                   | 2                | 3                |   |                       |               |               |               |               |  |                     |             |             |             |             |                     |   |           |           |
|   | 0 Schalke 04          | 1                   | 2                | 3                |   |                       |               |               |               |               |  |                     |             |             |             |             | 0 Borussia Dortmund | 1 |           |           |
|   |                       |                     |                  |                  |   |                       |               |               |               |               |  |                     |             |             |             |             |                     | 1 |           |           |
|   |                       | 0 Bayern München    | 2                |                  |   |                       |               |               |               |               |  |                     |             |             |             |             |                     |   |           |           |
|   | 0 Arsenal             | 0 Bayern München    | 2                | 1                | 2 | 3                     |               |               |               |               |  |                     |             |             |             |             |                     |   |           |           |
|   | 0 Arsenal             |                     |                  | 1                | 2 | 3                     |               |               |               |               |  |                     |             |             |             |             |                     |   |           |           |
|   | 0 Bayern München (BM) | 3                   | 0                | 3                |   |                       |               |               |               |               |  |                     |             |             |             |             |                     |   |           |           |
|   | 0 Bayern München (BM) | 3                   | 0                | 3                |   | 0 Bayern München      | 2             | 2             | 4             |               |  |                     |             |             |             |             |                     |   |           |           |
|   |                       |                     |                  |                  |   | 0 Bayern München      | 2             | 2             | 4             |               |  |                     |             |             |             |             |                     |   |           |           |
|   |                       | 0 Juventus          | 0                | 0                | 0 |                       |               |               |               |               |  |                     |             |             |             |             |                     |   |           |           |
|   | 0 Celtic              | 0 Juventus          | 0                | 0                | 0 | 0                     | 0             | 0             |               |               |  |                     |             |             |             |             |                     |   |           |           |
|   | 0 Celtic              |                     |                  |                  |   | 0                     | 0             | 0             |               |               |  |                     |             |             |             |             |                     |   |           |           |
|   | 0 Juventus            | 3                   | 2                | 5                |   |                       |               |               |               |               |  |                     |             |             |             |             |                     |   |           |           |
|   | 0 Juventus            | 3                   | 2                | 5                |   |                       |               |               |               |               |  | 0 Bayern München    | 4           | 3           | 7           |             |                     |   |           |           |
|   |                       |                     |                  |                  |   |                       |               |               |               |               |  | 0 Bayern München    | 4           | 3           | 7           |             |                     |   |           |           |
|   |                       | 0 Barcelona         | 0                | 0                | 0 |                       |               |               |               |               |  |                     |             |             |             |             |                     |   |           |           |
|   | 0 Valencia            | 0 Barcelona         | 0                | 0                | 0 | 1                     | 1             | 2             |               |               |  |                     |             |             |             |             |                     |   |           |           |
|   | 0 Valencia            |                     |                  |                  |   | 1                     | 1             | 2             |               |               |  |                     |             |             |             |             |                     |   |           |           |
|   | 0 Paris Saint-Germain | 2                   | 1                | 3                |   |                       |               |               |               |               |  |                     |             |             |             |             |                     |   |           |           |
|   | 0 Paris Saint-Germain | 2                   | 1                | 3                |   | 0 Paris Saint-Germain | 2             | 1             | 3             |               |  |                     |             |             |             |             |                     |   |           |           |
|   |                       |                     |                  |                  |   | 0 Paris Saint-Germain | 2             | 1             | 3             |               |  |                     |             |             |             |             |                     |   |           |           |
|   |                       | 0 Barcelona (BM)    | 2                | 1                | 3 |                       |               |               |               |               |  |                     |             |             |             |             |                     |   |           |           |
|   | 0 AC Milan            | 0 Barcelona (BM)    | 2                | 1                | 3 | 2                     | 0             | 2             |               |               |  |                     |             |             |             |             |                     |   |           |           |
|   | 0 AC Milan            |                     |                  |                  |   | 2                     | 0             | 2             |               |               |  |                     |             |             |             |             |                     |   |           |           |
|   | 0 Barcelona           | 0                   | 4                | 4                |   |                       |               |               |               |               |  |                     |             |             |             |             |                     |   |           |           |

### Åttondelsfinaler
| Åttondelsfinaler – 16 deltagande klubblag | Åttondelsfinaler – 16 deltagande klubblag | Åttondelsfinaler – 16 deltagande klubblag | Åttondelsfinaler – 16 deltagande klubblag | Åttondelsfinaler – 16 deltagande klubblag |
| ----------------------------------------- | ----------------------------------------- | ----------------------------------------- | ----------------------------------------- | ----------------------------------------- |
| Lag 1                                     | Totalt                                    | Lag 2                                     | Möte 1                                    | Möte 2                                    |
| Celtic                                    | 0–5                                       | Juventus                                  | 0–3                                       | 0–2                                       |
| Valencia                                  | 2–3                                       | Paris Saint-Germain                       | 1–2                                       | 1–1                                       |
| Sjachtar Donetsk                          | 2–5                                       | Borussia Dortmund                         | 2–2                                       | 0–3                                       |
| Real Madrid                               | 3–2                                       | Manchester United                         | 1–1                                       | 2–1                                       |
| Porto                                     | 1–2                                       | Málaga                                    | 1–0                                       | 0–2                                       |
| Arsenal                                   | 00003–3 (BM)                              | Bayern München                            | 1–3                                       | 2–0                                       |
| Galatasaray                               | 4–3                                       | Schalke 04                                | 1–1                                       | 3–2                                       |
| AC Milan                                  | 2–4                                       | Barcelona                                 | 2–0                                       | 0–4                                       |

### Kvartsfinaler
| Kvartsfinaler – 8 deltagande klubblag | Kvartsfinaler – 8 deltagande klubblag | Kvartsfinaler – 8 deltagande klubblag | Kvartsfinaler – 8 deltagande klubblag | Kvartsfinaler – 8 deltagande klubblag |
| ------------------------------------- | ------------------------------------- | ------------------------------------- | ------------------------------------- | ------------------------------------- |
| Lag 1                                 | Totalt                                | Lag 2                                 | Möte 1                                | Möte 2                                |
| Paris Saint-Germain                   | 00003–3 (BM)                          | Barcelona                             | 2–2                                   | 1–1                                   |
| Bayern München                        | 4–0                                   | Juventus                              | 2–0                                   | 2–0                                   |
| Málaga                                | 2–3                                   | Borussia Dortmund                     | 0–0                                   | 2–3                                   |
| Real Madrid                           | 5–3                                   | Galatasaray                           | 3–0                                   | 2–3                                   |

### Semifinaler
| Semifinaler – 4 deltagande klubblag | Semifinaler – 4 deltagande klubblag | Semifinaler – 4 deltagande klubblag | Semifinaler – 4 deltagande klubblag | Semifinaler – 4 deltagande klubblag |
| ----------------------------------- | ----------------------------------- | ----------------------------------- | ----------------------------------- | ----------------------------------- |
| Lag 1                               | Totalt                              | Lag 2                               | Möte 1                              | Möte 2                              |
| Bayern München                      | 7–0                                 | Barcelona                           | 4–0                                 | 3–0                                 |
| Borussia Dortmund                   | 4–3                                 | Real Madrid                         | 4–1                                 | 0–2                                 |

### Final
Finalen spelades den 25 maj 2013 på Wembley Stadium i London, England.
|            | 25 maj 2013 | Borussia Dortmund   | 1 – 2           | Bayern München           | Wembley Stadium                                                 |                                                                 |
| 20:45 CEST | 20:45 CEST  | Gündoğan 68′ (str.) | (0 – 0) Rapport | Mandžukić 60′ Robben 89′ | London, England Publik: 86 298 Domare: Nicola Rizzoli (Italien) | London, England Publik: 86 298 Domare: Nicola Rizzoli (Italien) |
| 20:45 CEST | 20:45 CEST  |                     |                 |                          | London, England Publik: 86 298 Domare: Nicola Rizzoli (Italien) | London, England Publik: 86 298 Domare: Nicola Rizzoli (Italien) |
| 20:45 CEST | 20:45 CEST  |                     |                 |                          | London, England Publik: 86 298 Domare: Nicola Rizzoli (Italien) | London, England Publik: 86 298 Domare: Nicola Rizzoli (Italien) |

| Vinnare av Uefa Champions League 2012/2013 |
| ------------------------------------------ |
| · Bayern München · Femte titeln            |